# Idioma tofamna
El tofanma o tofamna es una lengua papú poco documentada de Irian Jaya. S. Wurm (1975) la clasificó como rama independiente de las lenguas trans-neoguineanas, pero Malcolm Ross (2005) no pudo encontrar evidencia convincente para clasificarla así y la dejó como lengua no clasificada. Podría estar relacionada con el cercano namla, otra lengua vecina no clasificada.